# Erik Ingemarson
Erik Alfred Ingemarson, född 18 april 1888 i Varberg, död 9 april 1971 i Malmö S:t Johannes församling, var en svensk väg- och vattenbyggnadsingenjör.
Ingemarson avlade studentexamen i Halmstad 1908 och avgångsexamen från Chalmers tekniska högskola 1913. Han var biträdande ingenjör hos statens lantbruksingenjör i Gotlands län 1913–14, hos gatu- och vägförvaltningen i Göteborg 1914–17, biträdande avdelningsingenjör vid Statens Vattenfallsverks fastighetsförvaltning i Trollhättan 1917–29 och fastighetschef i Malmö stad 1929–53 (han efterträddes av Arne Skude). Ingemarson var även kapten i Hallands regementes i Halmstad reserv.